# Palais royal de la Granja de San Ildefonso
Pour les articles homonymes, voir La Granja.
Le palais royal de la Granja de San Ildefonso est un palais du XVIIIe siècle, résidence d'été des rois d'Espagne depuis le règne de Philippe V. Situé dans le village de San Ildefonso, dans la province de Ségovie, à 80 kilomètres de Madrid, c'est un palais de style baroque, entouré de jardins à la française et de 26 fontaines sculptées.
Il est aujourd'hui ouvert au public, comme musée.

## Histoire
Domaine cynégétique apprécié des rois castillans depuis le XVe siècle en raison de sa localisation sur les coteaux forestiers et giboyeux de la sierra du Guadarrama, le site de l'actuel palais est déjà occupé par un relais de chasse, construit en 1450 pour le roi Henri IV de Castille. À ce pavillon s'ajoute à la même époque un petit sanctuaire voué à saint Ildefonse de Tolède, qui donnera son nom au lieu.
Une génération plus tard, les rois catholiques cèderont la propriété du domaine aux moines de l'ordre de saint Jérôme du Parral, qui y construisent un hospice et une ferme (granja en espagnol).

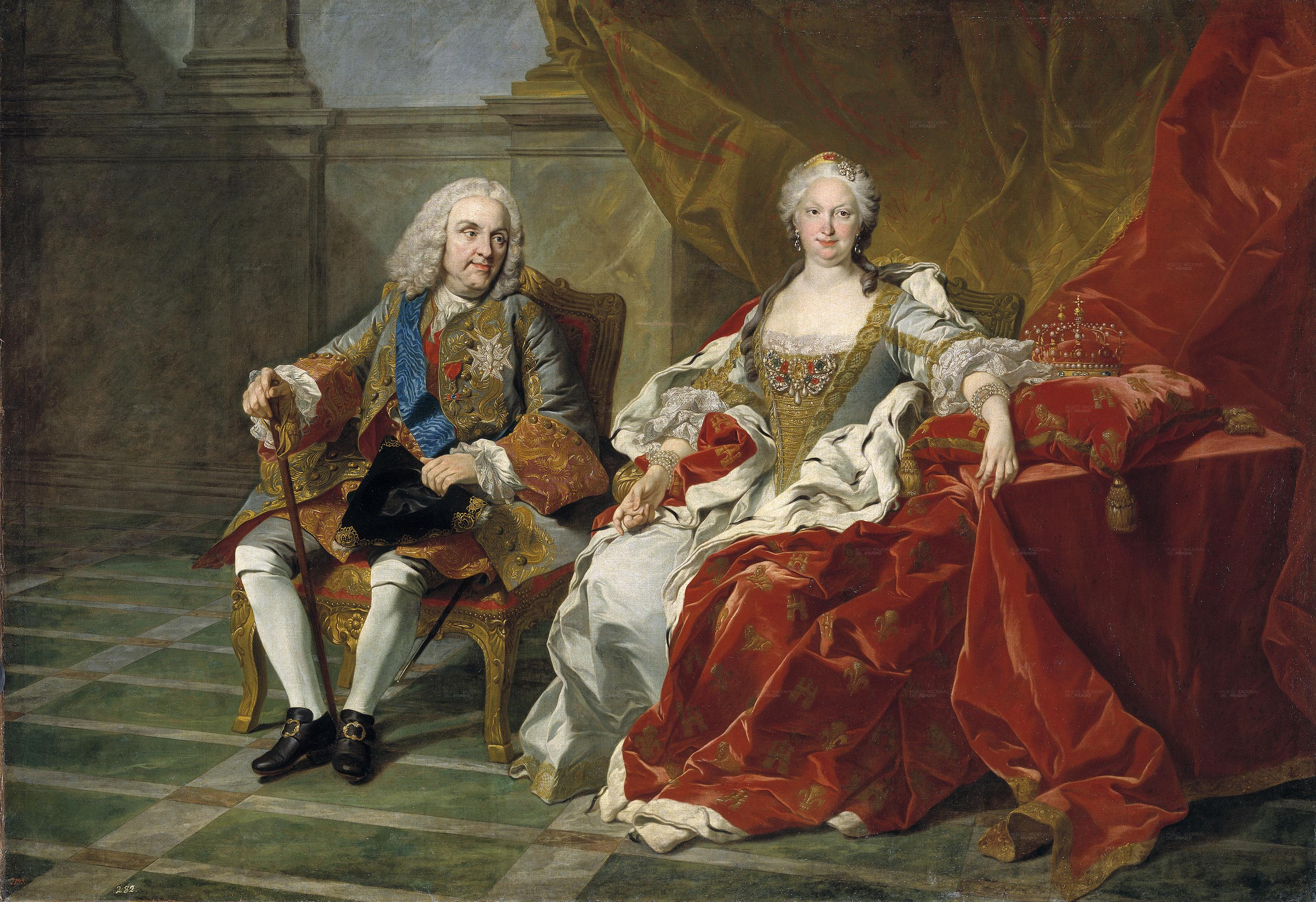
Le roi Philippe V et sa seconde épouse, la reine Élisabeth Farnèse.

En 1719, Philippe V, premier roi espagnol de la maison de Bourbon, acquiert le domaine aux religieux. Après qu'un incendie a ravagé son palais de Valsain, le monarque souhaite en effet bâtir une nouvelle résidence. Dès 1721, le roi lance son projet, s'inspirant de son grand-père Louis XIV et de son château de Versailles. La Granja duplique en effet le modèle palatial français : le château se développe autour d'une cour d'honneur, s'inscrit dans des jardins à la française et des bosquets formés autour d'un axe central, le tout intégré dans le paysage forestier environnant. Son rôle est également comparable à celui de Versailles : prévu initialement comme une retraite à l'écart de la cour, il deviendra l'un des centres du gouvernement royal. En effet, en 1724, le roi abdique et envisage de se retirer à la Granja. La même année, la mort prématurée de son héritier, Louis Ier, contraint Philippe à remonter sur le trône, et la destination du palais en sera ainsi modifiée. C'est à la Granja que le souverain décide de se faire enterrer, rompant avec la tradition des Habsbourg d'Espagne, ensevelis dans le Panthéon des rois du palais de l'Escurial.
Le successeur de Philippe, Ferdinand VI, laisse la possession de la Granja à sa belle-mère, la reine  Élisabeth Farnèse, l'écartant ainsi des enjeux politiques gérés à Madrid. Celle-ci y entretient une cour jusqu'à sa mort, en 1766. Le palais revient alors à la couronne et à son fils, le roi Charles III, demi-frère de Ferdinand VI.
Pendant une centaine d'années, la Granja de San Ildefonso accueillera de nombreux mariages et funérailles de la famille royale espagnole, ainsi que des signatures de traités internationaux et des événements politiques. À partir des années 1880, la cour préfère cependant le séjour de palais de bord de mer, notamment au Pays basque, et celui de San Ildefonso est délaissé.
En 1918, un incendie ravage le palais, détruisant de nombreux décors intérieurs.
Le palais fait aujourd'hui partie du Patrimonio Nacional espagnol et est ouvert à la visite.

## Architecture
Le premier architecte choisi par Philippe V, Teodoro Ardemans, prévoyait un corps de bâtiment simple, doté d'une chapelle palatine en son centre. Dans un second temps, entre 1728 et 1734, les Italiens Andrea Procaccini et Sempronio Subisati ajoutent des cours et des ailes, avant que leur compatriote Filippo Juvarra, appelé depuis Turin sur la recommandation de la reine Élisabeth Farnèse, et son assistant, Giovanni Battista Sacchetti, finalisent la construction.
Les pièces du palais sont ornées de marbre de Carrare, de laques japonaises et de lustres de cristal.
Les aménagements se poursuivront au XVIIIe siècle : le peintre espagnol Francisco Bayeu réalise en 1771 des esquisses destinées à la collégiale du palais : La Création d'Adam ; Adam et Ève réprimandés pour leur péché ; Abraham et les trois anges et Les Quatre évangélistes. Elles sont aujourd'hui conservées au musée du Prado.

Le Palais
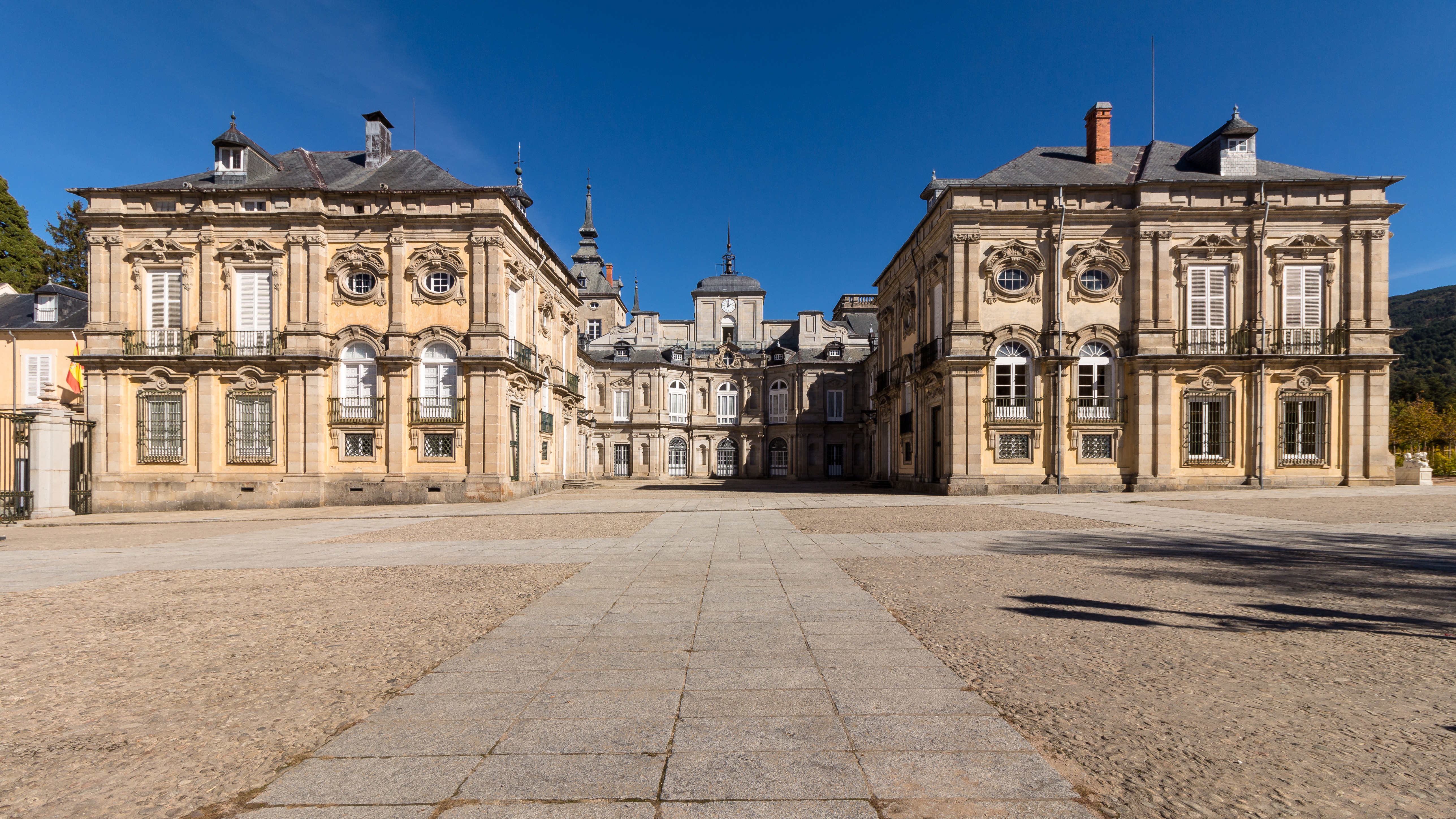
La cour du fer à cheval.
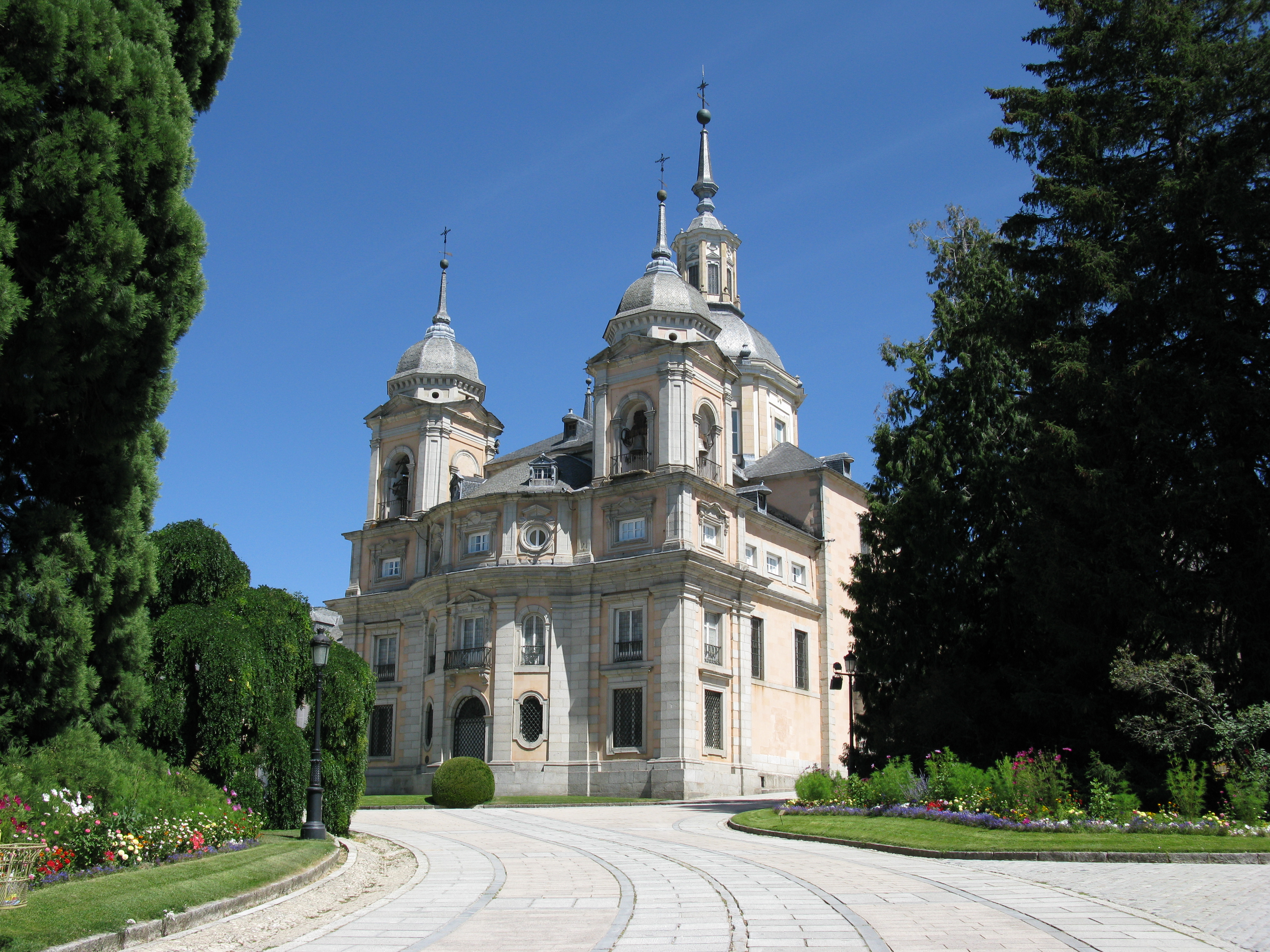
La chapelle palatine de la Granja.
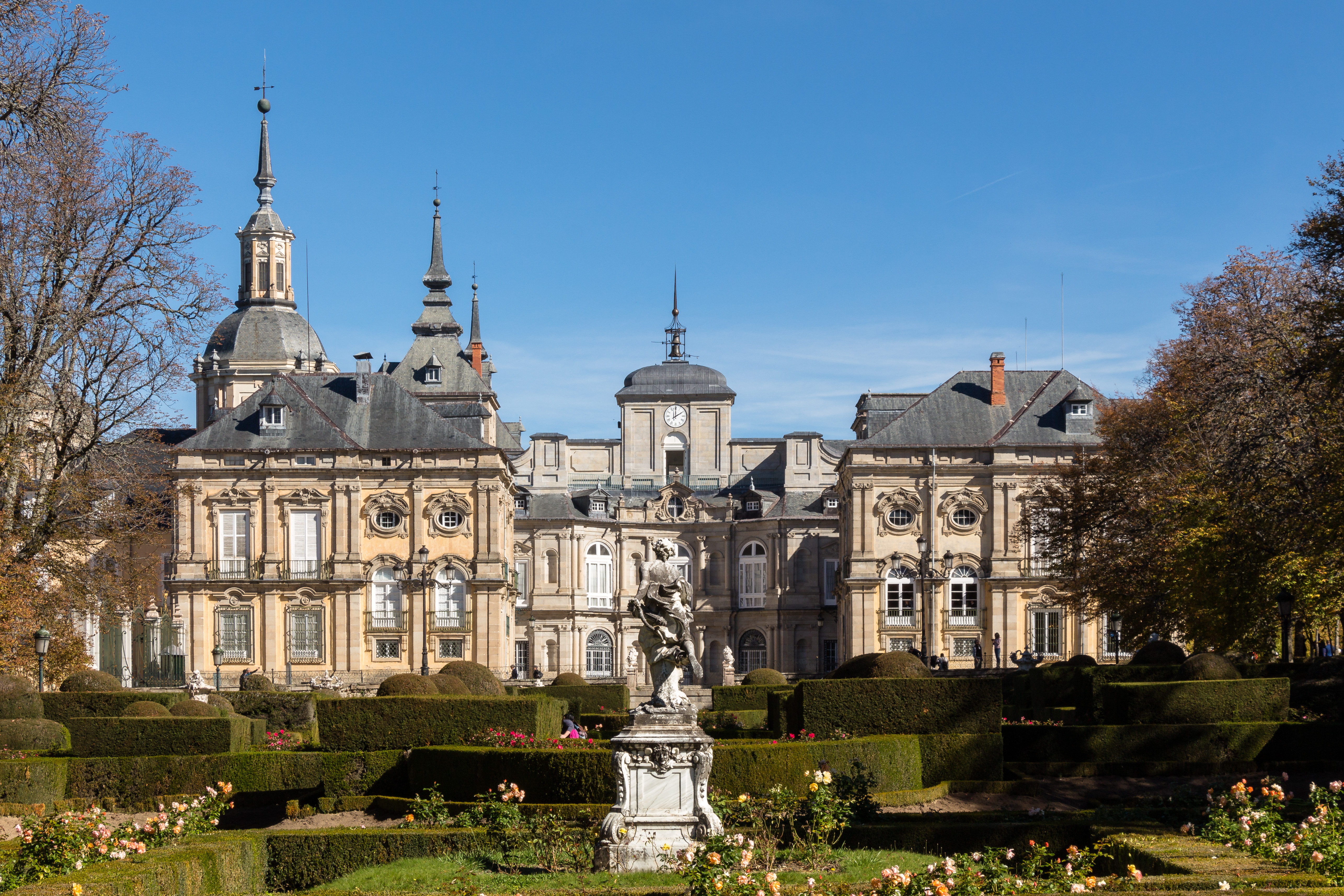
Le palais de la Granja, depuis les jardins.
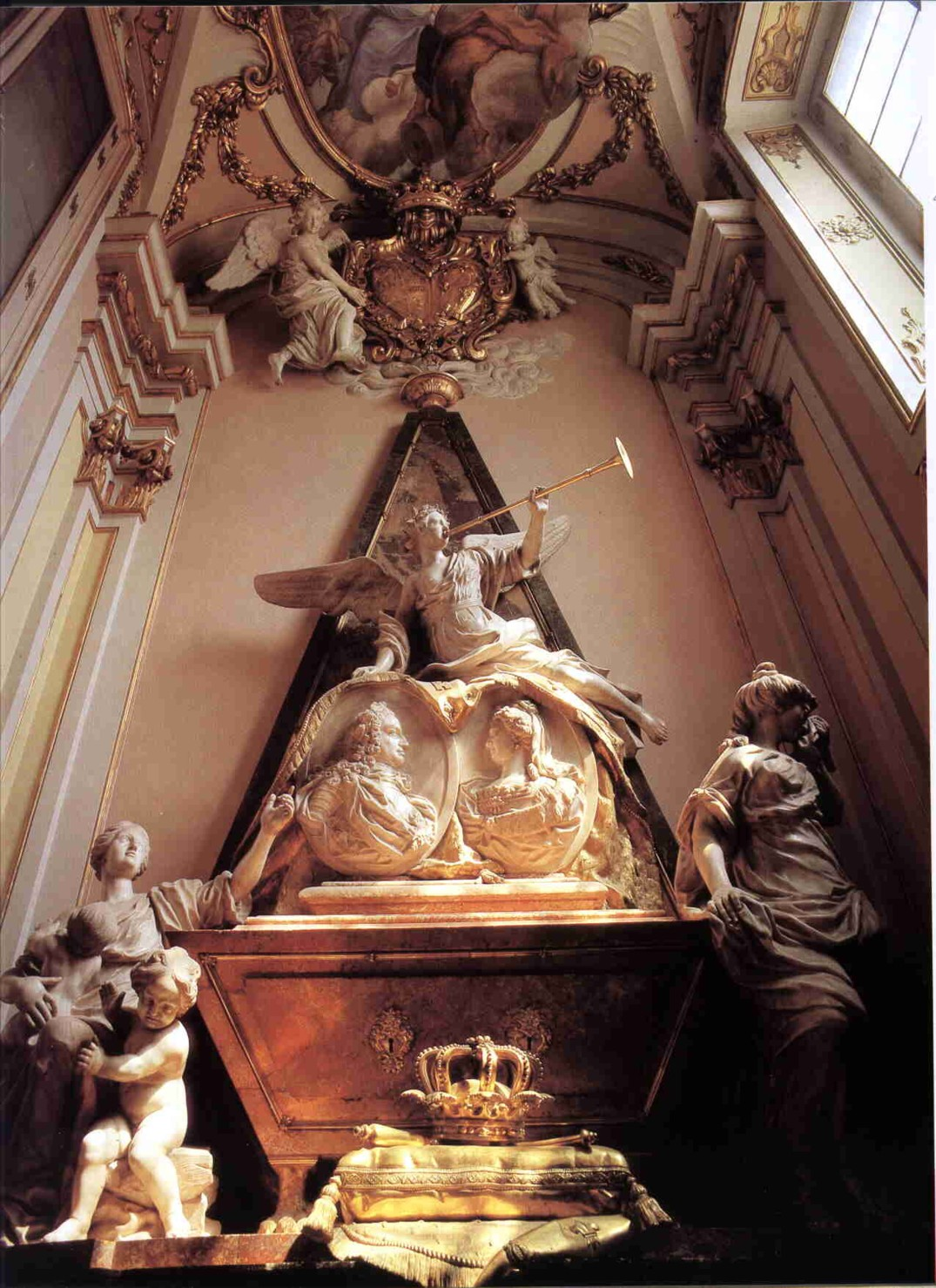
Le monument funéraire de Philippe V et d'Élisabeth Farnèse, par Hubert Dumandré et Pierre Puthois.

## Jardins

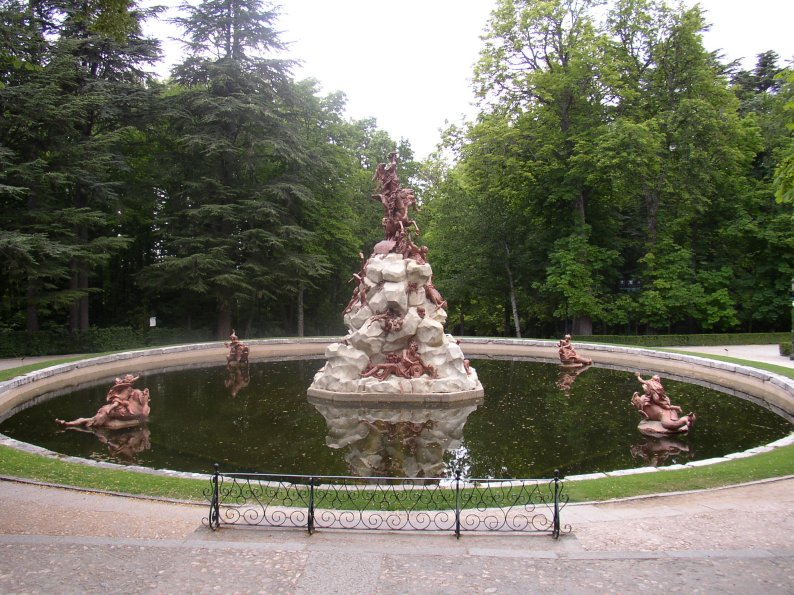
Jardins du Palais royal de la Granja de San Ildefonso.

Se déployant sur 145 hectares, les jardins de la Granja de San Ildefonso sont un des exemples les plus aboutis de jardins à la française en Espagne. Des perspectives forestières et des allées champêtres à la française relient ainsi des parties qui préfigurent les jardins à l'anglaise
Philippe V souhaitait un jardin qui lui rappelât son enfance : les paysagistes René Carlier (élève du premier architecte de Louis XV, Robert de Cotte) et Étienne Boutelou se sont donc inspirés des jardins de Versailles, tout en donnant une identité propre à leur réalisation. Usant des pentes naturelles du site pour accroître l'effet de perspective, ils s'assurèrent du même coup que les 26 fontaines soient suffisamment alimentées en eau, du fait des sources et de l'altitude du lieu (environ 1 200 m).
Outre les paysagistes, le roi fait également venir des sculpteurs français pour aménager les jardins. Il passe ainsi commande à René Frémin, qui œuvrera de 1721 à 1738, créant statues, vases et fontaines. C'est ensuite, pour trois années, Jacques Bousseau qui réalisera à son tour nombre de statues en marbre ou en plomb doré pour les jardins. On lui doit notamment les monumentaux Bains de Diane (l'ensemble des fontaines s'inspirant de mythes antiques, de divinités gréco-romaines ou d'allégories).

Les Jardins
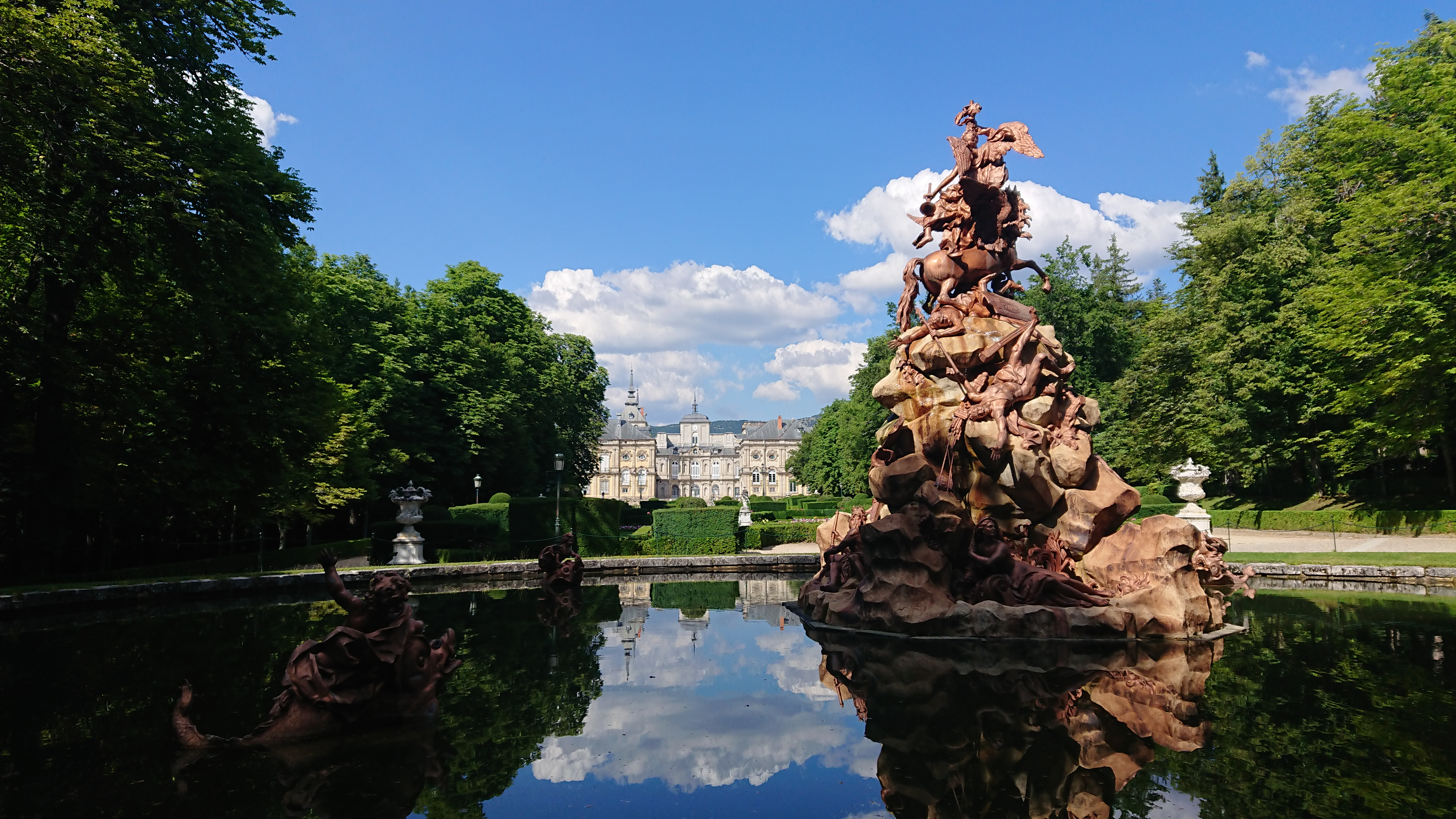
La fontaine de la Renommée.
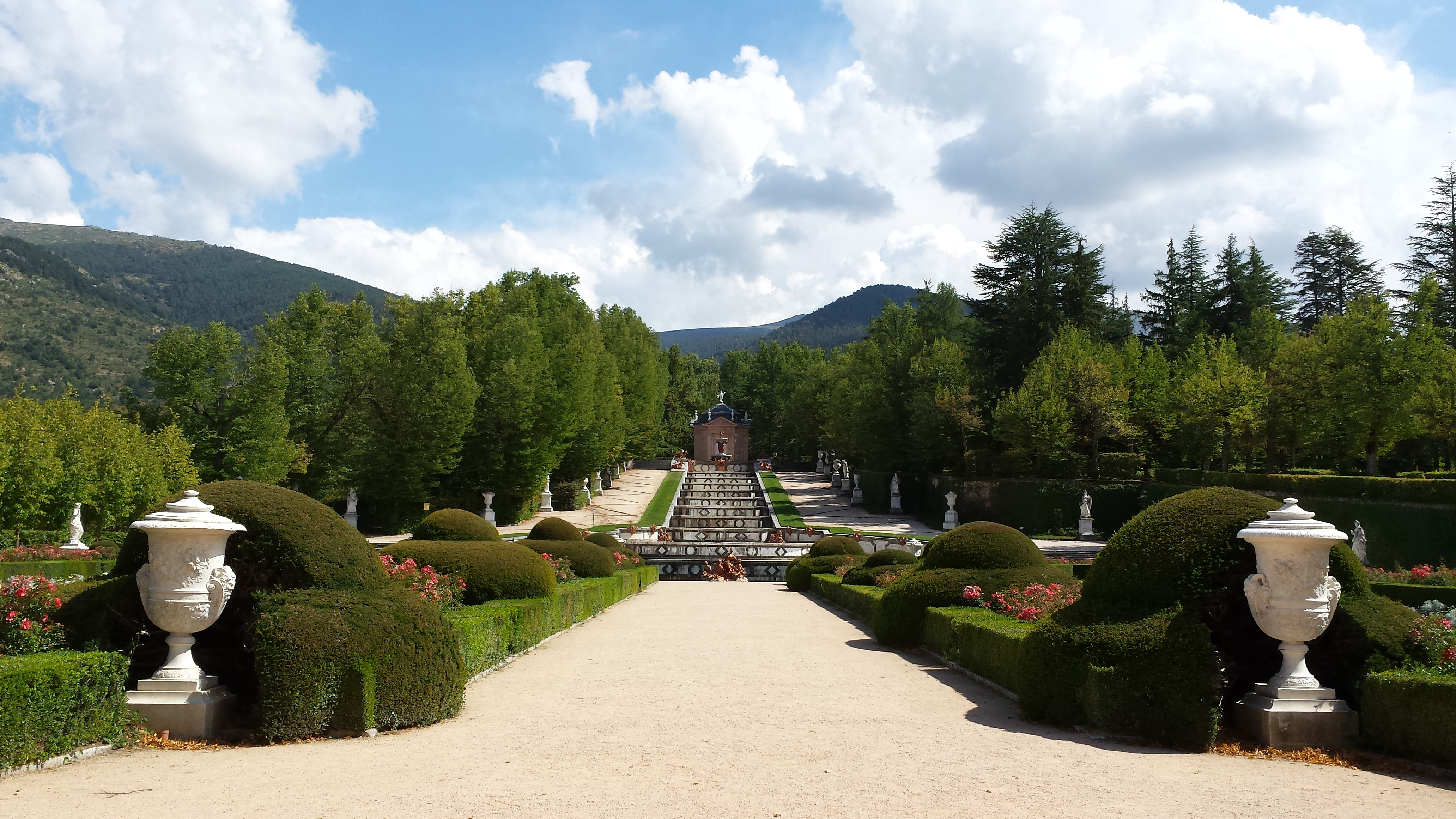
La perspective de la Grande Cascade.
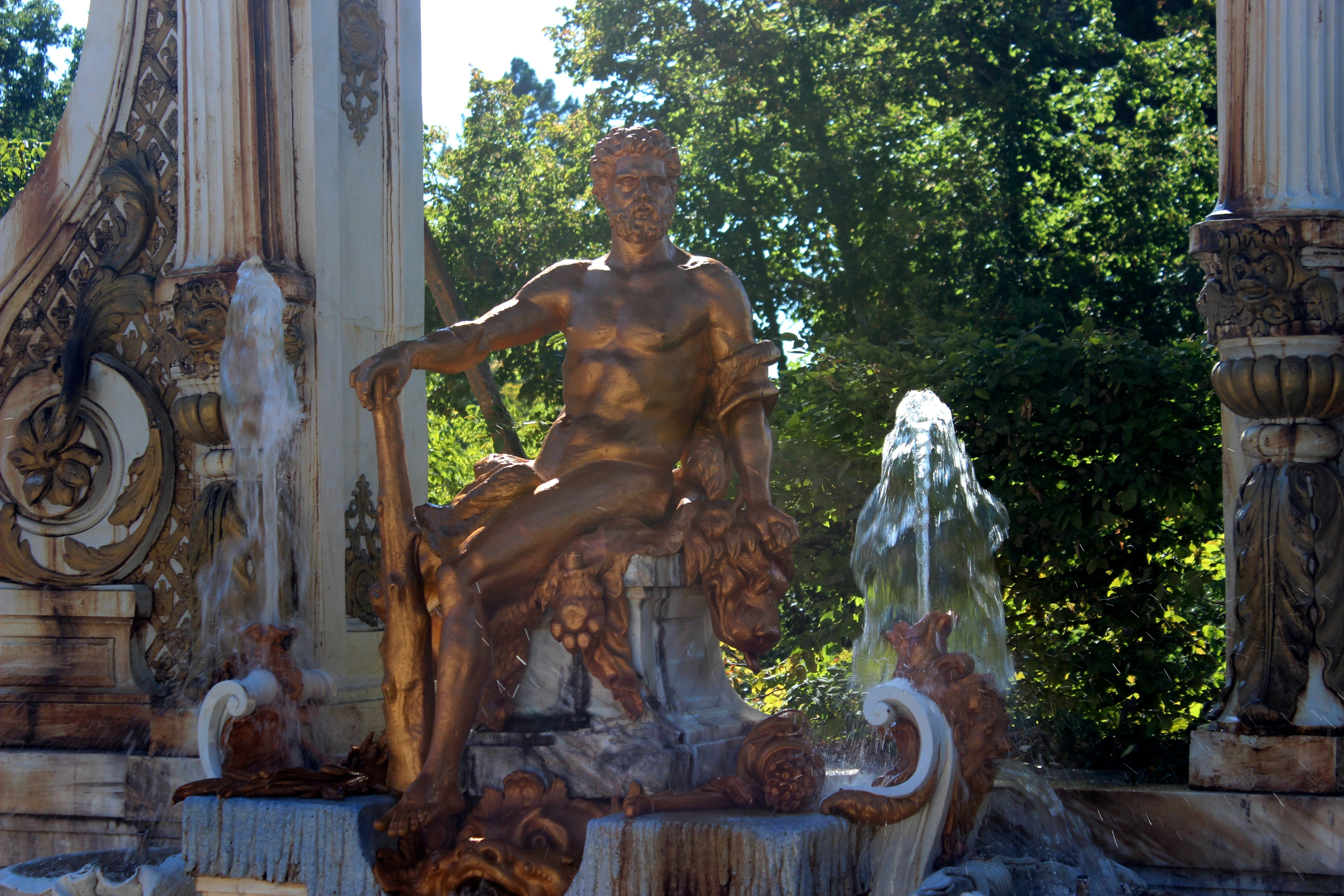
Détail de la fontaine d'Hercule.
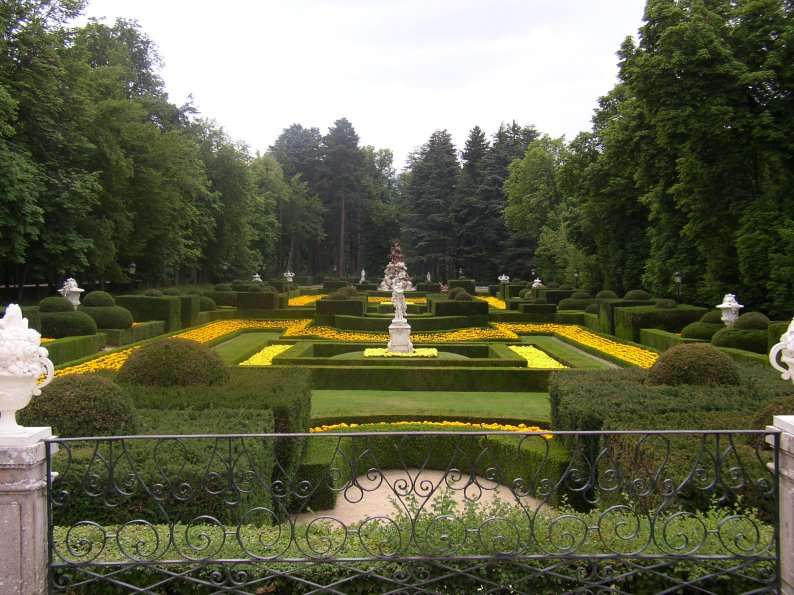
Vue des jardins du palais royal.
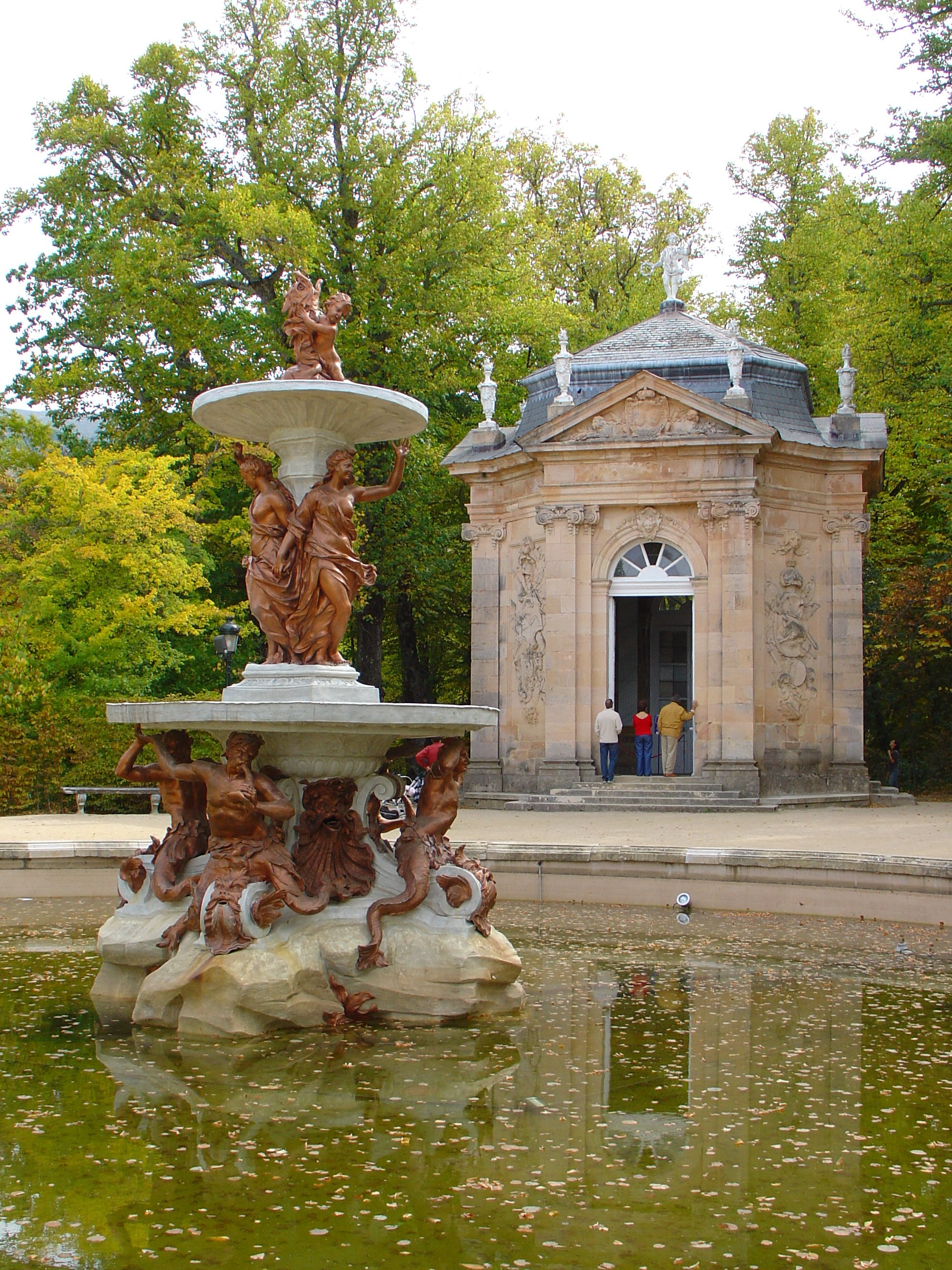
Jardins royaux à La Granja - fontaine et temple de musique.

La Granja par Joaquín Sorolla en 1907
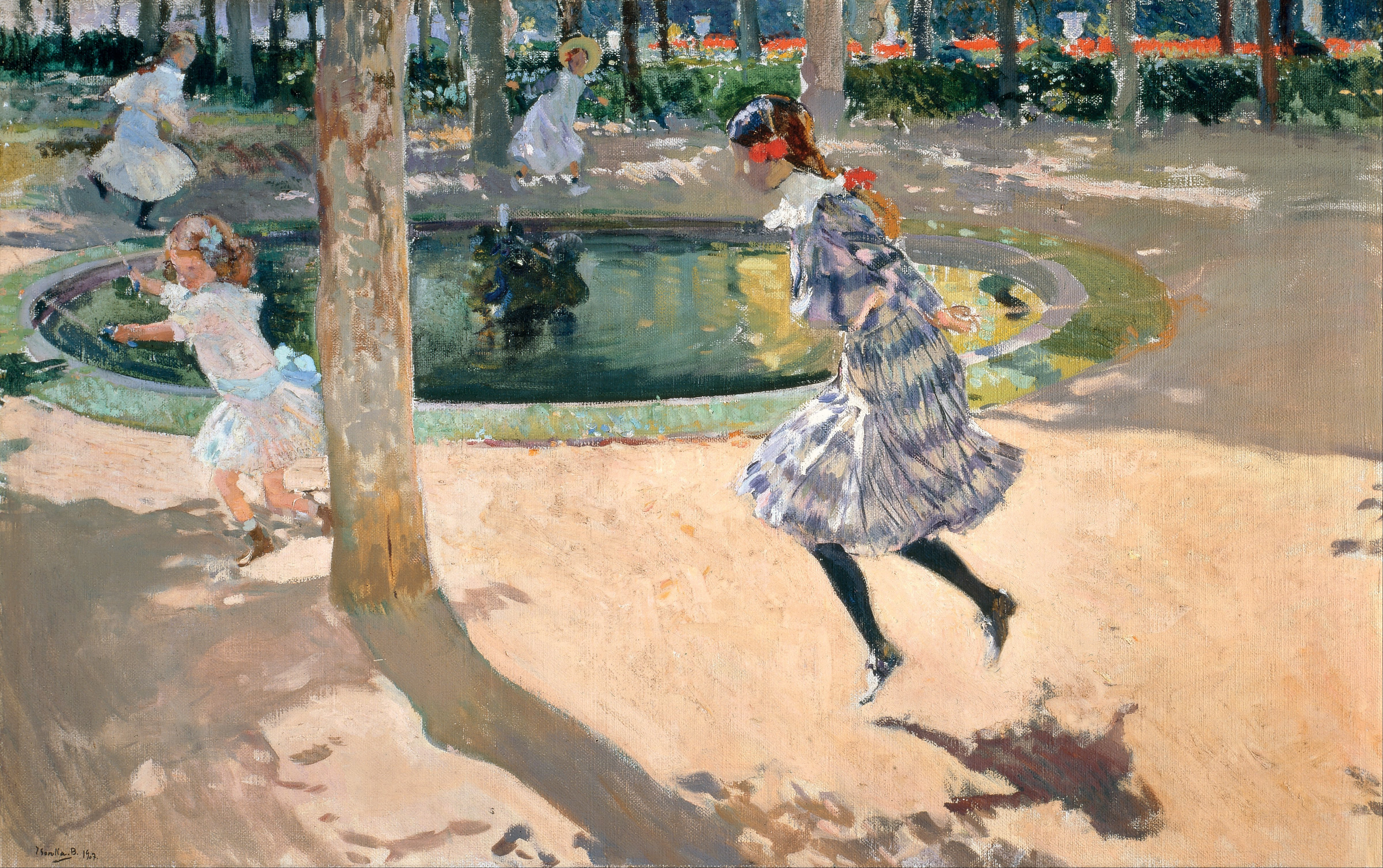
La Corde à sauter, La Granja Musée Sorolla, Madrid
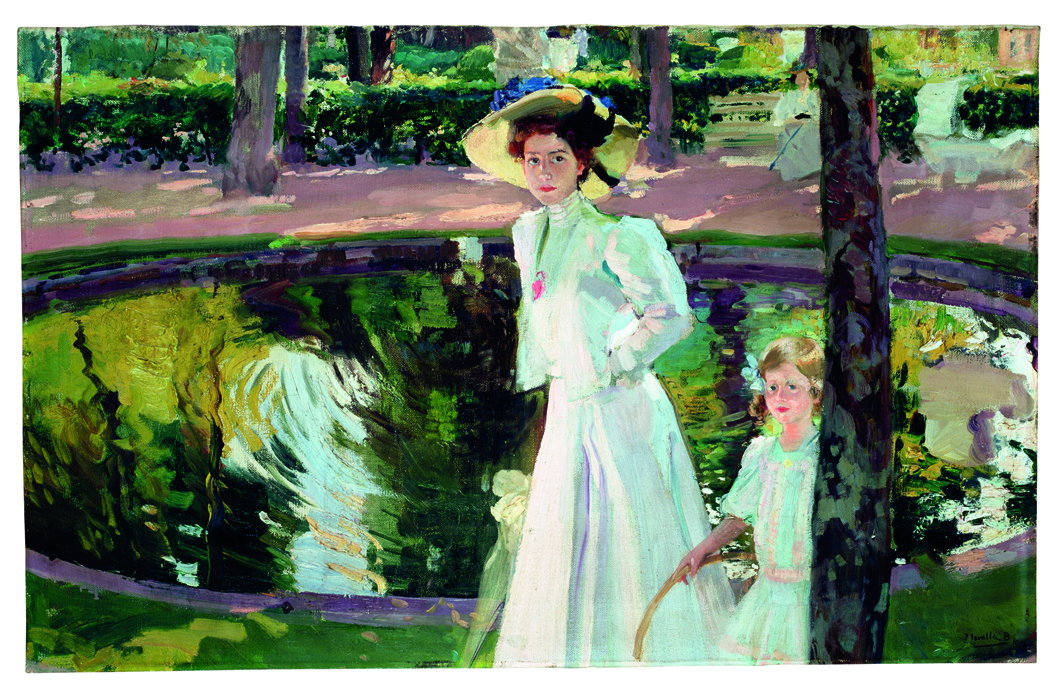
Maria dans les jardins de La Granja Musée Sorolla, Madrid
Fontaine dans la forêt, La Granja Rhode Island School of Design Museum
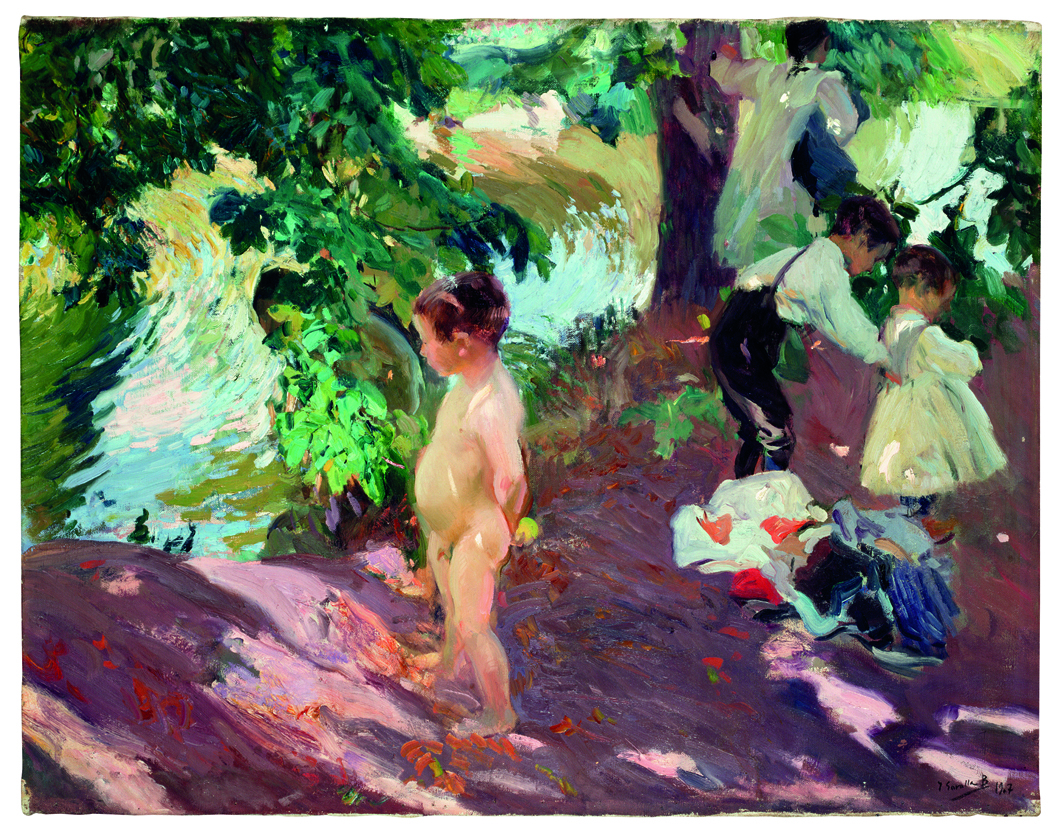
Le Bain à La Granja Musée Sorolla, Madrid